# Kurt Masur
Kurt Masur (Brieg, 1927. július 18. – Greenwich, Connecticut, 2015. december 19.) német karmester, az úgynevezett „utolsó régi stílusú maestrók” egyike, sok zenekart vezényelt hosszú pályája során a lipcsei Gewandhaus Kapellmeistereként, majd a New York-i Filharmonikusok főzeneigazgatójaként.

## Életrajz
Az alsó-sziléziai Briegben, a Weimari köztársaságban született (most Brzeg, Lengyelország). Zongorázni, és komponálni tanult, s a szászországi Lipcsében végzett. 10-től 16 éves koráig Katharina Hartmann-nál tanult zongorázni. 1943–44-ben a Landesmusikschule Breslauban vett zongoraleckéket, amíg az iskolások kénytelenek nem voltak önkéntesen csatlakozni a  nemzeti milíciához.
1946-tól 1948-ig folytatta zeneszerzői és zongorastúdiumait a Lipcsei Zene-
és Színiakadémián. Már 21 évesen, tanulmányai befejezése előtt korrepetitori állásajánlatot kapott a Landestheater Halle an der Saalén.
Háromszor nősült. Az első házassága válással végződött. Második feleségétől, Irmgardtól született Carolin leánya. Irmgard 1972-ben autóbalesetben meghalt, amelyben Masur is súlyosan megsérült. A harmadik feleségétől, Tomoko Sakuraitól született fia, Ken-David klasszikus zenész, énekes, karmester.
Kurt Masur 88 éves korában, a Connecticut-beli Greenwichben, a Parkinson-kór szövődményeiben hunyt el. Harmadik felesége, fia, valamint lányai Angelika és Carolin, két másik fia, Michael és Matthias, és kilenc unokája gyászolja.

## Karmesteri pályafutása

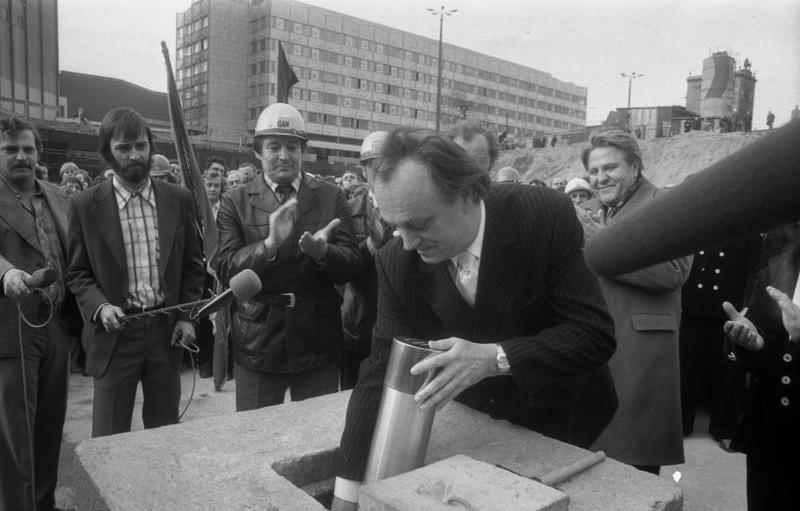
1977. november 8-án Lipcsében lerakja a harmadik Gewandhaus alapkövét

Masur a Drezdai Filharmonikus Zenekart három évig, 1958-ig dirigálta, majd 1967– 1972 között ismét. A kelet-berlini Komische Operben is dolgozott. 1970-ben Kapellmeister lett a Gewandhausorchesternél, ahol 1996-ig szolgált. A zenekar fellépett Beethoven kilencedik szimfóniájával a Németország újraegyesítése alkalmából, 1990-ben rendezett ünnepségen.

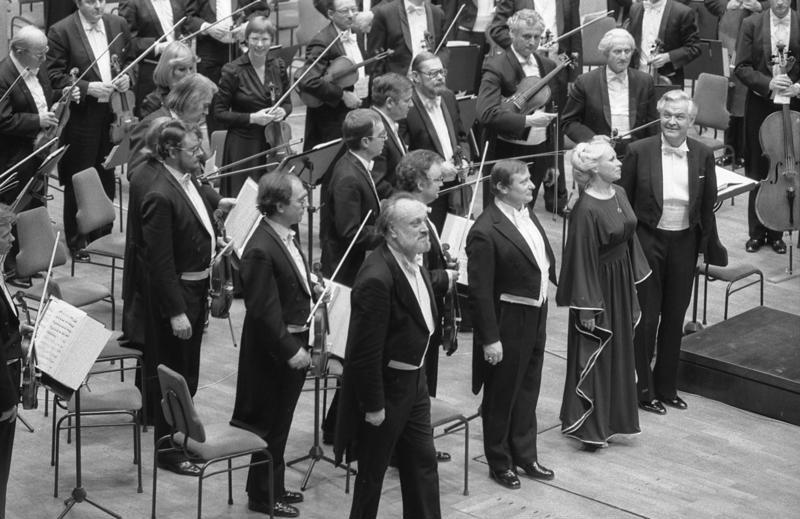
A Gewandhausorchester élén,
1983. február 7.

1991-ben a New York-i Filharmonikusok (NYP) zenei igazgatója lett. Ebben a minőségében ő rendezte a Filharmónia előadását, Brahms: Német requiemjét a 2001. szeptember 11-ei terrortámadásokat követő reggelen. Ottani működése alatt feszültség keletkezett közte és a NYP ügyvezető igazgatónője, Deborah Borda között, ami végül is oka lehetett annak, hogy szerződését 2002 után nem újították meg. Egy televíziós interjúban Charlie Rose-nak Masur kijelentette, hogy „távozása a NYP-től nem az ő saját kívánsága volt”. Masurt mint a NYP zenei rendezőjét 2002-ben Zenei Rendező Emeritusnak nevezték ki, az új címet kifejezetten neki kreálták. A kritikusok megegyeztek abban, hogy alatta sokat javult a zenekar teljesítménye.

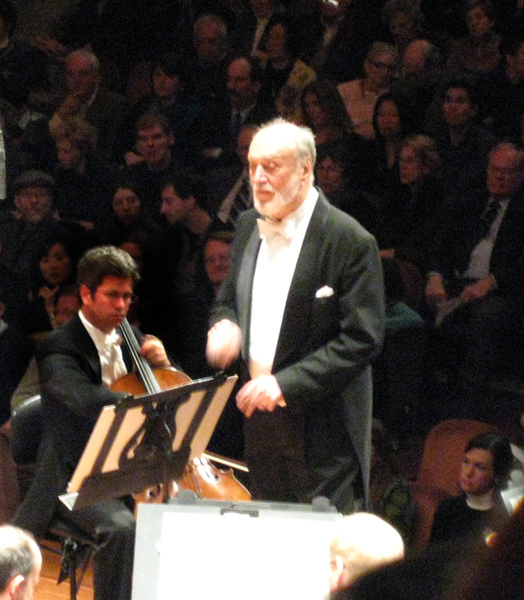
Mendelssohn:
Skót szimfóniáját vezényli, San Francisco (Kalifornia), 2007. január 13.

2000-ben Masur lett a Londoni Filharmonikus Zenekar (LPO) vezető karmestere, s 2007-ig meg is tartotta ezt a pozíciót. 2002 áprilisában zenei igazgatója lett az Orchestre National de France (ONF) zenekarnak, ahol e posztját 2008-ig töltötte be, amikor is az ONF tiszteletbeli zenei igazgatója lett. 80. születésnapján, 2007. július 18-án a londoni BBC Proms koncerttel búcsút mondott mind a zenészeknek, mind a zenekaroknak. Masur élete végéig megtartotta az Izraeli Filharmonikus Zenekar tiszteletbeli vendégkarmestere címet. 2012-ben egy sor koncertelőjegyzését törölték, amikor Masur közzétette a honlapján, hogy Parkinson-kórban szenved.

## Tanulók
Tanítványai közé tartozik Kahchun Wong, Matthias Manasi és Adrian Prabava.

## Politikai nézetei
Bár Masur ideje legnagyobb részét azzal töltötte, hogy szakmai karrierjét építse az NDK-ban, soha nem csatlakozott a Német Szocialista Egységpárthoz. 1982-ben megkapta az NDK Nemzeti Díját. A kommunista rezsimhez való hozzáállása akkor kezdett megváltozni, amikor 1989-ben Lipcsében letartóztattak egy utcai zenészt. Október 9-én a kommunista Kelet-Németországban csatlakozott a lipcsei kormányellenes tüntetésekhez, ahol az eredménytelen tárgyalások következtében a biztonsági erők végül megtámadták a tüntetőket.

## Díjak
Mint 1975 óta a Lipcsei Zeneakadémia tanára, Masur professzor számos kitüntetést kapott. 1995-ben megkapta a Kereszt Érdemrendet a Német Szövetségi Köztársaságtól; 1996-ban pedig a Zenei Becsületrend Aranymedálját a Nemzeti Művész Klubtól; 1997-ben elnyerte a francia Becsületrend parancsnoki fokozatát a francia kormánytól, valamint New York kulturális nagykövete lett; 1999 áprilisában megkapta a Kereszt Érdemrend parancsnoki fokozatát, a Lengyel Köztársaságtól; 2002 márciusában Németország köztársasági elnöke, Johannes Rau kitüntette a Csillagokkal ékesített Kereszt Érdemrenddel; 2007 szeptemberében Németország új elnöke, Horst Köhler megajándékozta a Csillagokkal és Szalaggal ékesített Nagykereszt Érdemrenddel; 2008 szeptemberében megkapta a Wilhelm Furtwängler Díjat Bonnban. 2001-ben díszpolgára lett szülővárosának Briegnek. Tiszteletbeli tagja a Royal Academy of Musicnak. 2010-ben megkapta a Leo Baeck Érmet (Leo Baeck Intézet) a humanitárius munka támogatása, a tolerancia, a társadalmi igazságosság iránti fellépéséért. 2014-ben kapott egy Goldene Henne díjat is a közösségért kifejtett politikai munkájáért.

## Fordítás
- Ez a szócikk részben vagy egészben  a   Kurt Masur című angol Wikipédia-szócikk ezen változatának fordításán alapul.  Az eredeti cikk szerkesztőit annak laptörténete sorolja fel. Ez a jelzés csupán a megfogalmazás eredetét és a szerzői jogokat jelzi, nem szolgál a cikkben szereplő információk forrásmegjelöléseként.